# Chotan
Chotan (ujgursky خوتەن, čínsky 和田 pchin-jin Hétián) je město a městský okres na západě Čínské lidové republiky, v jihozápadní části autonomní oblasti Sin-ťiang. V roce 2006 měl Chotan přibližně 114 000 obyvatel.

## Poloha a význam
Chotan je hlavním městem Chotanské prefektury autonomní oblasti Sin-ťiang. Nachází se na jihozápadním okraji pouště Taklamakan, západně od řeky Jurungkaš. Většina obyvatel jsou Ujguři. Město má bohatou historii.

## Historie
Chotan leží na bývalém jižním rameni Hedvábné stezky, v části, kde se na ni napojovala jedna z hlavních cest z Indie a Tibetu do Střední Asie. Město bylo známé svými výrobky z jadeitu a svou keramikou, v novější době i svými koberci. V oblasti existovalo Chotanské království.

## Galerie

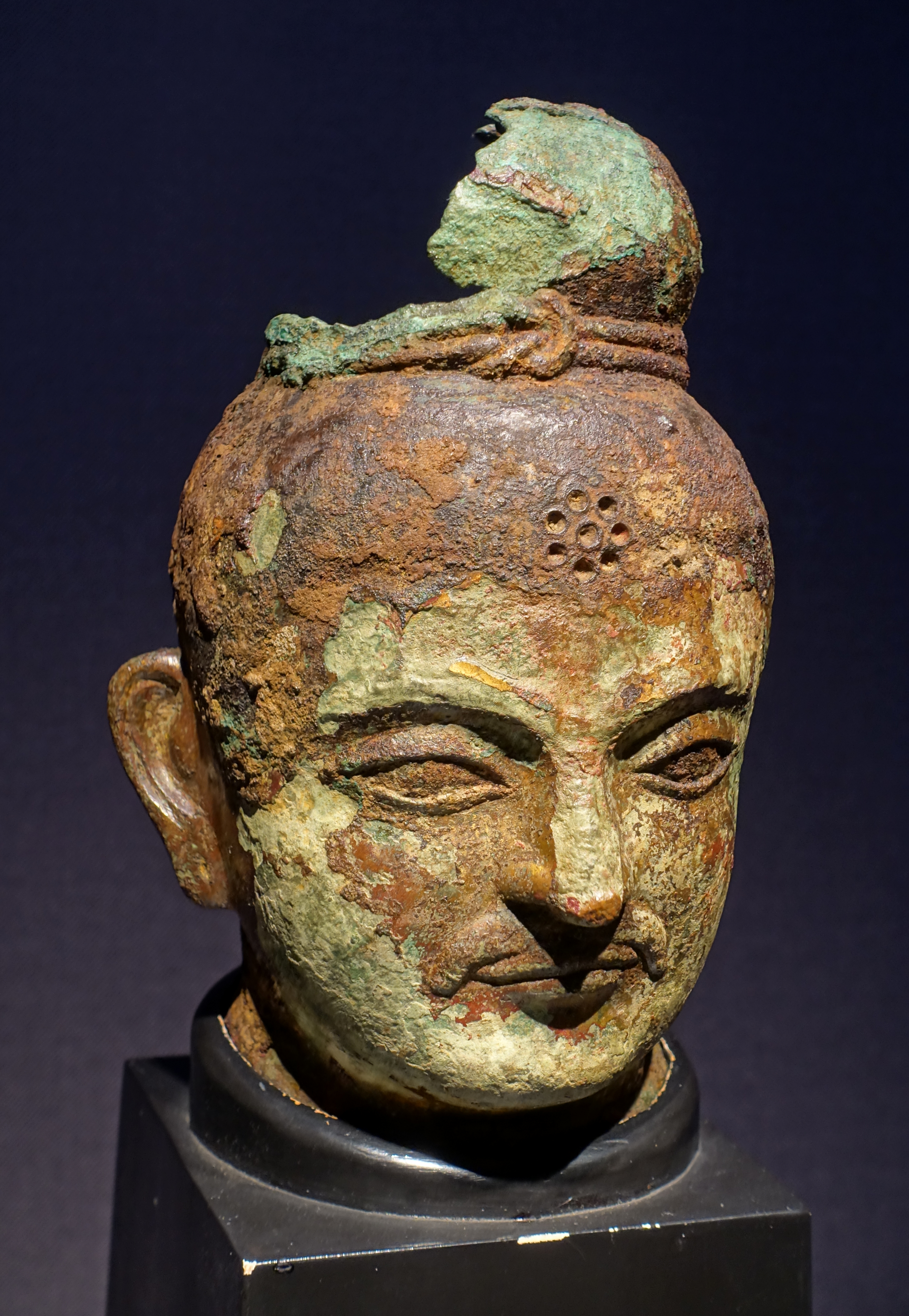
Hlava Buddhy z Chotanu (3.–4. století)
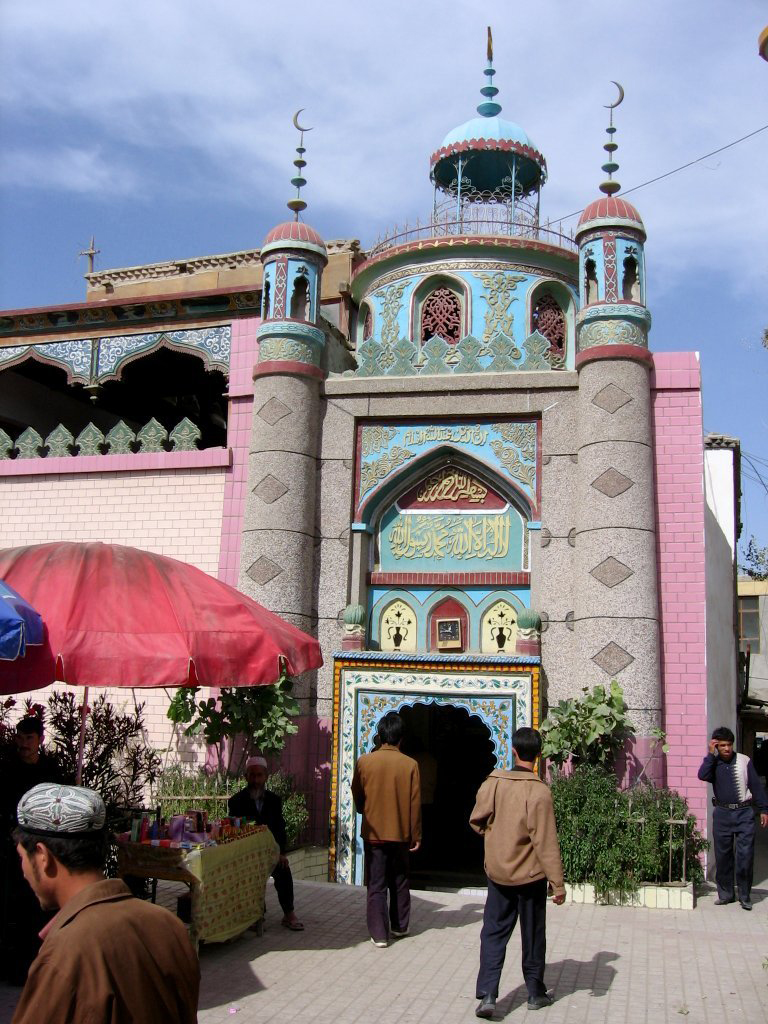
Mešita v Chotanu
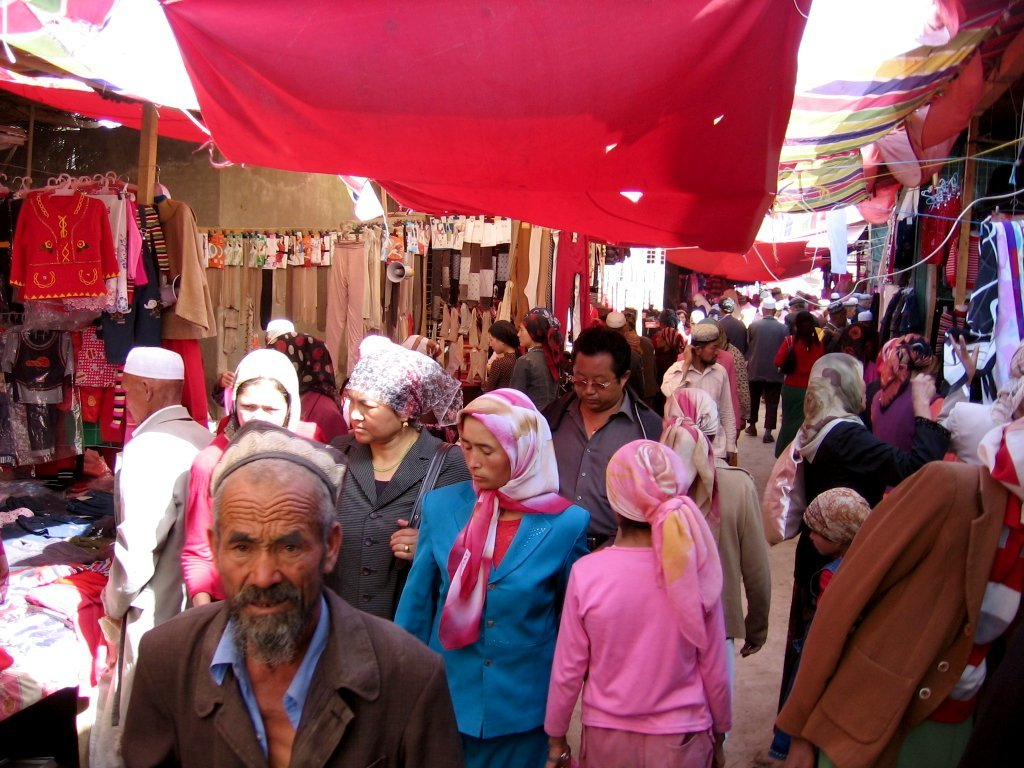
Nedělní trh v Chotanu
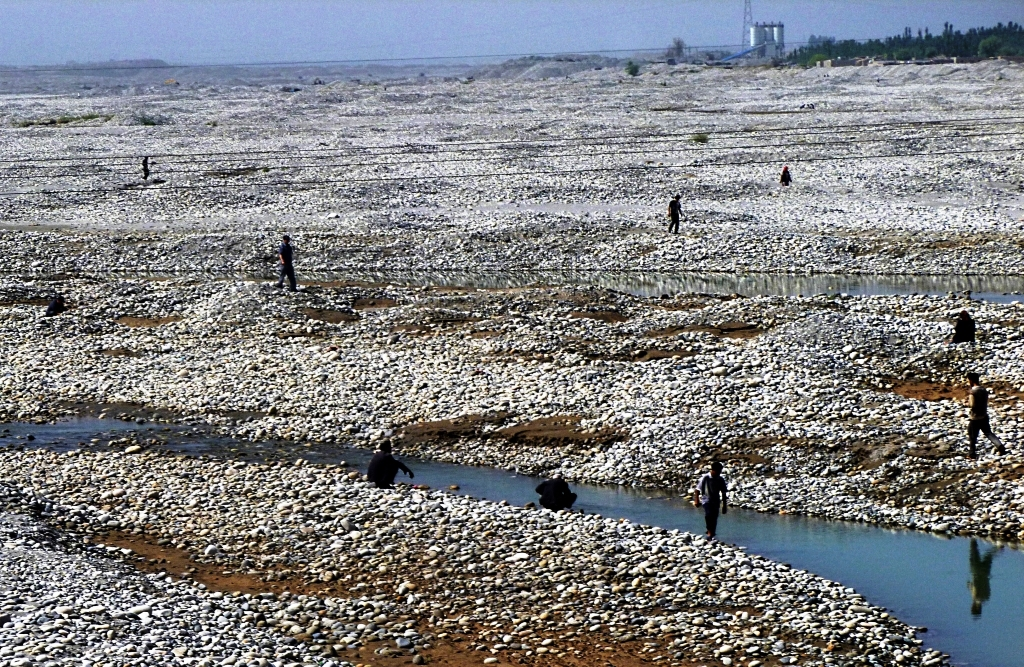
Sběr jadeitu v řece Jurungkaš u Chotanu